# 벚꽃새우

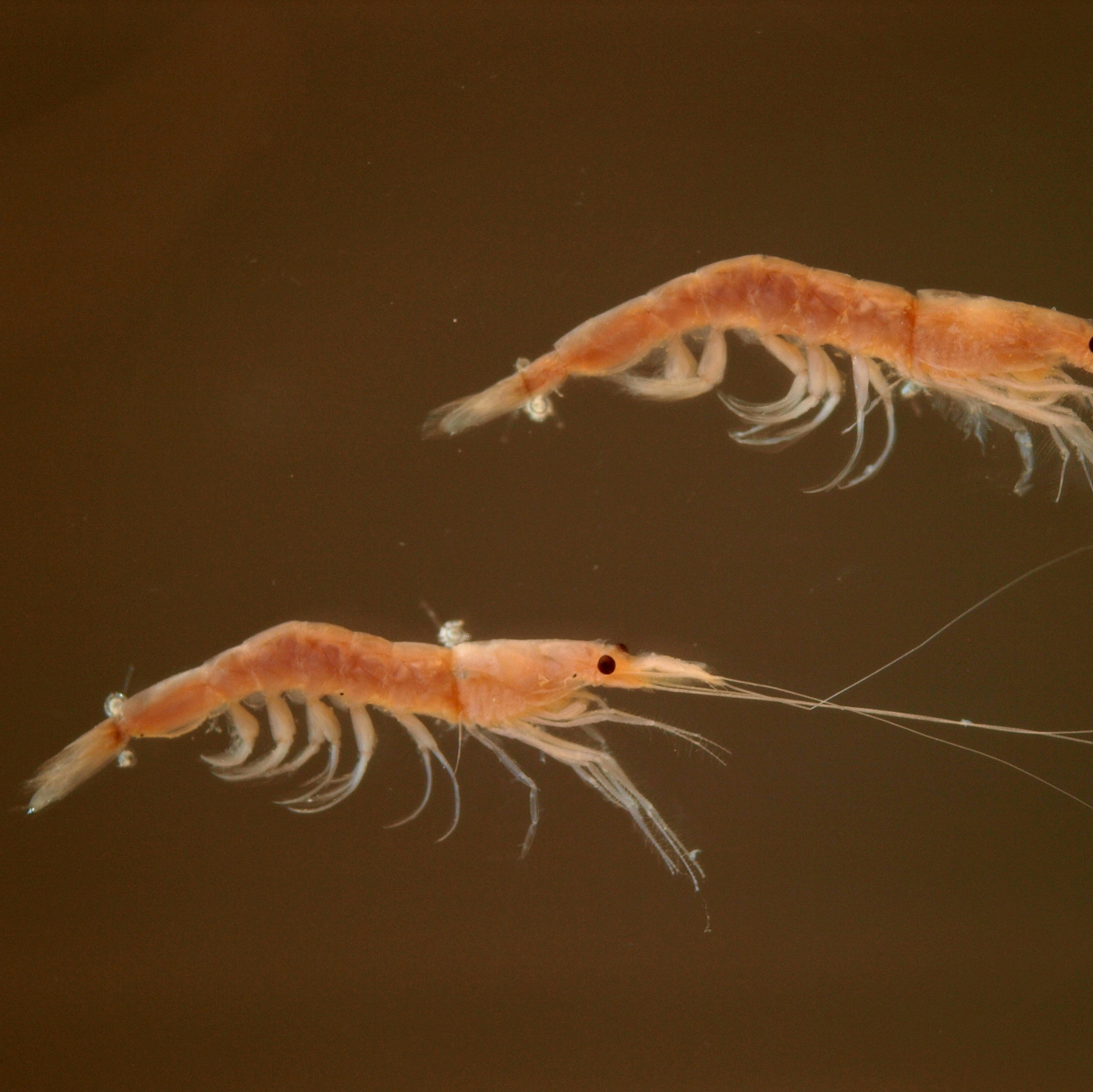

벚꽃새우(학명: Lucensosergia lucens)는 새우종의 하나이다. 이 반투명한 분홍빛의 새우는 약 4~5센티미터까지 자라며 주로 일본 시즈오카현 스루가만에서 살며 이곳에서 식용을 위해 잡힌다. 타이완에서도 잡힌다.